# Regny (przystanek kolejowy)
Regny – nieczynny przystanek kolejowy w województwie łódzkim, w Polsce, w lesie w pobliżu jednostki wojskowej Regny.

## Stacja towarowa Regny R1
300 m od przystanku znajduje się stacja towarowa Regny R1, która posiada własną czynną lokomotywownię. Łączna długość torowiska wynosi ok. 100 km. Odcinek linii Regny – Wykno został rozebrany.